# Karol Stojanowski
Karol Stojanowski, kryptonim: Karol, Błażej, Stary Żubr, pseudonim: L. Podolski, J. Kaliski (ur. 3 maja 1895 w Kobyłowłokach, zm. 9 czerwca 1947 we Wrocławiu) – polski antropolog i działacz polityczny, harcmistrz, profesor. Autor szeregu prac z zakresu historii i antropologii, głównie antropologii politycznej, społecznej i historycznej, jeden z najaktywniejszych w Polsce eugeników.

## Życiorys
Kształcił się w państwowym gimnazjum w Trembowli, gdzie związał się z harcerstwem. Od 1909 kontynuował naukę w VI Gimnazjum Męskim im. Stanisława Staszica we Lwowie.

### I wojna światowa
Po wybuchu I wojny światowej wstąpił 28 sierpnia 1914 do Legionów Polskich Józefa Piłsudskiego i pełnił służbę wojskową w I Brygadzie. Po 30 września 1915 organizował placówkę POW w Budzanowie (pow. trembowelski). W latach 1916–1917 był członkiem referatu organizacyjnego Naczelnej Komendy Skautowej we Lwowie (pierwszej władzy skautowej na ziemiach polskich). W międzyczasie na Uniwersytecie Wiedeńskim rozpoczął studia rolnicze i historyczne. Podjął też naukę na Wydziale Przyrodniczym Uniwersytetu Jagiellońskiego. W 1918 wrócił do Kobyłowłok, został tam aresztowany przez władze Zachodnioukraińskiej Republiki Ludowej i osadzony w obozie, zaraził się w nim tyfusem i w ciężkim stanie został zwolniony. Od września 1919 pracował w Państwowym Gimnazjum im. Juliusza Słowackiego w Czortkowie, gdzie uczył przyrody, historii, matematyki i fizyki oraz opiekował się drużyną harcerską.

### Wojna polsko-bolszewicka w 1920
9 lipca 1920 z grupą harcerzy i uczniów szkół czortkowskich wyjechał do Lwowa, wszyscy wstąpili do 240 pułku piechoty Armii Ochotniczej. 18 lipca pluton czortkowski pod dowództwem Stojanowskiego walczył pod Streptowem (powiat kamionecki), Laszkami Królewskimi (powiat przemyślański) i Zuchorzycami (powiat lwowski); w bitwie pod Zuchorzycami został ranny i od 1 września leczył się w szpitalu. Za swą dzielność i pracę na polu chwały awansował kolejno od stopnia sierżanta, a później został odznaczony Krzyżem i Medalem Niepodległości.

### Działalność harcerska
W dniu 28 III 1920 r. został mianowany przodownikiem, a 15 XII 1920 r. mianowany podharcmistrzem (pierwsza lista podharcmistrzowska). Od 1921 do 1922 pracował w referacie harcerskim Kuratorium Okręgu Szkolnego Lwowskiego. W latach 1923–1924 i 1925–1926 pełnił funkcję komendanta, a w latach 1924–1925 zastępcy komendanta lwowskiej Chorągwi Harcerzy oraz publikował artykuły w miesięczniku Harcmistrz. Od 1926 po przejściu na Uniwersytet Poznański, w tamtejszym Studium Wychowania Fizycznego prowadził na oddziale męskim ćwiczenia harcerskie, a od 1928 także zajęcia z teorii harcerstwa. Wydawał instrukcje i broszury (m.in. Akademickie drużyny harcerskie 1927, Zarys metodyki prawa harcerskiego 1928). W 1927 r. po zmianie systemu stopni instruktorskich w wyniku którego z automatu został harcmistrzem. W latach 1927–1928 był zastępcą komendanta, a w latach 1928–1929 komendantem Poznańskiej Chorągwi Harcerzy, od kwietnia 1929 do marca 1930 redagował cztery numery kwartalnika Strażnica Harcerska, a od 1930 był drużynowym II Akademickiej Drużyny Harcerskiej im. Stanisława Staszica. Przez wiele lat był członkiem naczelnych władz Związku Harcerstwa Polskiego, dopóki nie usunięto go w okresie „czystki sanacyjnej”. Po opanowaniu władz naczelnych ZHP przez zwolenników sanacji, na XI Walnym Zjeździe Związku w Krakowie (1–2 lutego 1931) wystąpił z kilkoma harcmistrzami, m.in. z Eugeniuszem Piaseckim, z tej organizacji (stopień instruktorski cofnięto mu ze zwolnieniem z dniem 21 września 1931).

### Międzywojnie
Doktoryzował się w 1924 roku. Po zamachu majowym w 1926 wyraźnie zerwał z dawnymi towarzyszami pracy i Piłsudskim i związał się z Obozem Wielkiej Polski. Po rozwiązaniu OWP przez władze wstąpił w 1933 do Stronnictwa Narodowego. W 1935 został wybrany do Zarządu Okręgowego SN w Poznaniu, w którym kierował Wydziałem Propagandy i Wychowania Politycznego. W latach 1935–1939 był członkiem Komitetu Głównego Stronnictwa w Warszawie. W Stronnictwie należał do popieranej przez Romana Dmowskiego tzw. frakcji młodych (z Kazimierzem Kowalskim i Jędrzejem Giertychem), sprzeciwiającej się wszelkim kompromisom z sanacją.
Autorzy, wspominający o działalności Karola Stojanowskiego, zgodnie twierdzą, że jego poglądy były antyżydowskie lub antysemickie.

### Działalność wojenna
Po wybuchu II wojny światowej i zajęciu Poznania przez Niemców, Stojanowski ścigany był listem gończym Gestapo, opuścił miasto już na początku września 1939 i schronił się w Warszawie. Około 13 października 1939 założył z Janem Matłachowskim Narodowo-Ludową Organizację Wojskową, skupiającą przedwojennych zwolenników frakcji młodych SN. Organizacja miała charakter polityczno-wojskowy, jednak w połowie 1940 ograniczono jej działalność do akcji propagandowo-wydawniczych. NLOW włączyło się w 1942 roku do rozłamowej części SN. Od roku akademickiego 1940/1 był wykładowcą antropologii na Wydziale Humanistycznym Tajnego Uniwersytetu Ziem Zachodnich w Warszawie. Stworzył ośrodek wydawniczy, który od lipca 1941 do wybuchu powstania warszawskiego publikował periodyk Państwo Narodowe, a w latach 1942–1943 Informator Narodowy W obu organach publikował anonimowo liczne artykuły. Brał udział w powstaniu warszawskim, a po jego upadku przebywał w Częstochowie, gdzie wykładał na kursach uniwersyteckich (filii Tajnego Uniwersytetu Ziem Zachodnich).

### Współtwórca koncepcji NSZ
Wszedł do Tymczasowej Komisji Rządzącej SN i na przełomie lipca i sierpnia 1942, razem ze Zbigniewem Stypułkowskim, prowadził rozmowy z innymi odłamami SN oraz Obozem Narodowo-Radykalnym i jego Związkiem Jaszczurczym w sprawie utworzenia wspólnej organizacji wojskowej, w ich wyniku w połowie września 1942 powstały Narodowe Siły Zbrojne.
W powołanym przez Tymczasową Komisję Rządzącą w styczniu 1943 na Ogólnopolskim Zjeździe SN, opozycyjnym do SN „Kwadrat”, Wojennym Zarządzie Głównym SN objął funkcję wiceprezesa. Od 8 maja 1943 do kwietnia 1944 kierował Wydziałem Konsolidacji Obozu Narodowego i wchodził w skład Prezydium Tymczasowej Narodowej Rady Politycznej (polityczne kierownictwo NSZ). Sprzeciwiając się włączeniu NSZ do AK, został komendantem powołanej 2 lutego 1944 samodzielnej Armii Narodowej. W kwietniu 1944 powierzono mu funkcję wiceprezesa Zarządu Głównego SN „Kwadrat”.

### Działalność powojenna
Po wkroczeniu armii sowieckiej do Polski podjął w lutym 1945 próbę legalizacji SN. W marcu 1945 wystosował do Rządu Tymczasowego „Memoriał w sprawie utworzenia Stronnictwa Narodowego”, a w lipcu razem z Szymonem Poradowskim i Władysławem Jaworskim utworzył Komitet Legalizacyjny SN, który 23 sierpnia 1945 złożył „Memoriał...” w kancelarii prezydenta Krajowej Rady Narodowej Bolesława Bieruta. Wobec braku odpowiedzi, Komitet zebrał się ponownie pod koniec września i przygotował interwencję do Premiera Rządu Tymczasowego Edwarda Osóbki-Morawskiego. Stojanowski pełnił rolę łącznika Komitetu z tajnym Prezydium Zarządu Głównego SN. Był inwigilowany przez Urząd Bezpieczeństwa.

### Myśl polityczna
Stojanowski widząc potęgę niemiecką, której Polska sama nie podoła w razie konfliktu (uważał go za nieunikniony), nawoływał do łączności słowiańskiej narodów również zagrożonych. Był rzecznikiem odbudowania Słowiańszczyzny Zachodniej (Łużyce). Nie tylko na polu naukowym, ale również politycznym utrzymywał kontakt z Łużyczanami, jeździł do Czech już po rozbiorze, ale przed aneksją, z początkiem 1939. Udało mu się dotrzeć na Mazury pruskie, by mieć tam odczyty i prowadzić badania. Był jednym z pierwszych polskich polityków postulujących granicę zachodnią odrodzonej Polski na Odrze i Nysie Łużyckiej.
W 1942 pod pseudonimem L. Podolski opublikował pracę Ziemie Zachodnie a państwo narodowe, w której proponował oparcie "narodowego przewrotu polskiego" nie na konkretnej warstwie czy klasie społecznej, co było doświadczeniem innych przewrotów politycznych, tylko na regionalnym społeczeństwie (przedwojennych) Ziem Zachodnich, a więc Wielkopolanach, Pomorzanach i Ślązakach. W myśl tej broszury "narodowy przewrót polski" miał być rodzajem rewolucji ustrojowej, w wyniku której wyeliminowano by domniemane zagrożenie żydowskie dla Polski i rozwiązanie sprawy żydowskiej "całkowicie i raz na zawsze".
Przewidywał, że Niemcy po przegranej wojnie nie zaprzestaną ekspansji na wschód (O trzeźwą ocenę polityki niemieckiej w stosunku do nas!..., „Państwo Narodowe” 1944 nr 3/4) oraz że po klęsce III Rzeszy nieunikniony będzie konflikt Polski z ZSRR o granicę wschodnią (Konflikt sowiecko-polski, tamże 1944 nr 1). W wydanej pod pseudonimem L. Podolski rozprawie Przyszła Polska – państwem narodowym, przewidując przyszłą klęskę III Rzeszy, zarysował koncepcję nowego układu powojennego w Europie Środkowej opartego na silnej narodowej Polsce. W broszurze „Państwo Zachodnio-Słowiańskie” proponował utworzenie konfederacji państw leżących między Bałtykiem, Morzem Czarnym i Morzem Śródziemnym, mogącej skutecznie przeciwstawić się zarówno Niemcom, jak i ZSRR.
Głosił pogląd, że podstawą polskiego rozwoju cywilizacyjnego powinien stać się lud (Chłop podstawą ekspansji narodowej, „Głos” 1935 nr 10).

## Działalność naukowa
Należał do grona wybijających się antropologów średniego pokolenia lwowskiej szkoły antropologicznej, której twórcą był prof. Jan Czekanowski. Jego kariera naukowa rozpoczęła się pracą asystenta w Katedrze Prehistorii Uniwersytetu Jana Kazimierza we Lwowie u prof. Leona Kozłowskiego (od maja 1922 do maja 1926). Prowadził badania nad czaszkami i wyróżnił w poszczególnych ich seriach określone typy kraniologiczne, które odpowiadały wyodrębnionym przez Czekanowskiego typom antropologicznym u człowieka współczesnego. Równocześnie w 1924 uzyskał doktorat filozofii u prof. Jana Czekanowskiego na podstawie rozprawy pt. Typy kraniologiczne Polski. 14 maja 1926 przeniósł się do Katedry Anatomii Prawidłowej Uniwersytetu Poznańskiego, następnie do Studium WF UP. 27 grudnia 1927 habilitował się jako docent antropologii na Wydziale Humanistycznym UP. Praca habilitacyjna nosi tytuł Szkice do prehistorycznej antropologii Europy Północnej; wyszła drukiem w 1926. Od 1934 kierował Oddziałem Antropologii Katedry Prehistorii Wydziału Humanistycznego UP. W tym czasie zajmował się niemieckim rasizmem nordycznym, zwłaszcza jego stosunkiem do Polski i państw słowiańskich. Po II wojnie światowej w 1945 wrócił do Poznania, gdzie jako pracował do końca roku na uniwersytecie. Następnie przeniósł się do Wrocławia i od 1 stycznia 1946 podjął pracę w Katedrze Antropologii Wydziału Humanistycznego Uniwersytetu Wrocławskiego. Zapoczątkował badania antropologiczne osadników na Dolnym Śląsku oraz Łużyczan. 20 grudnia 1946 został mianowany profesorem nadzwyczajnym antropologii na Wydziale Matematyczno-Przyrodniczym UWr, zorganizował tam Zakład Antropologii.

### Myśl naukowa
Karol Stojanowski w licznych pracach i artykułach opisywał groźbę rasizmu i imperializmu niemieckiego skierowanego przeciw Polsce i państwom słowiańskim. Zasługą Stojanowskiego było wykazanie możliwości określania typów antropologicznych na materiałach kraniologicznych, które są identyczne do typów osobników żywych. Stojanowski dał początek pracom kraniologicznym i pokazał perspektywy antropologii etnicznej, opartej na badaniach materiałów czaszkowych w Lwowskiej Szkole Antropologicznej. Czynił to pod kierunkiem Jana Czekanowskiego. Zacieśnił i pogłębił kontakty z prehistorykami, pokazując możliwości w rekonstruowaniu problemów etnogenezy.
Dostrzegał i propagował szerokie możliwości zastosowań antropologii w wychowaniu fizycznym, doborze wojskowym i zawodowym, w pedagogice, psychologii i socjologii. Jako jeden z pierwszych podjął w Polsce problemy zróżnicowania sprawności fizycznej, jej morfologicznych i rasowych uwarunkowań.
Zmarł na zawał serca 9 czerwca 1947, rok po rozpoczęciu działalności w Zakładzie Antropologii Uniwersytetu Wrocławskiego, którego był organizatorem i pierwszym kierownikiem. Planował utworzenie we Wrocławiu silnego ośrodka badań z dziedziny antropologii społecznej z szerokim uwzględnieniem demografii. Spoczął na cmentarzu parafialnym Świętej Rodziny we Wrocławiu.

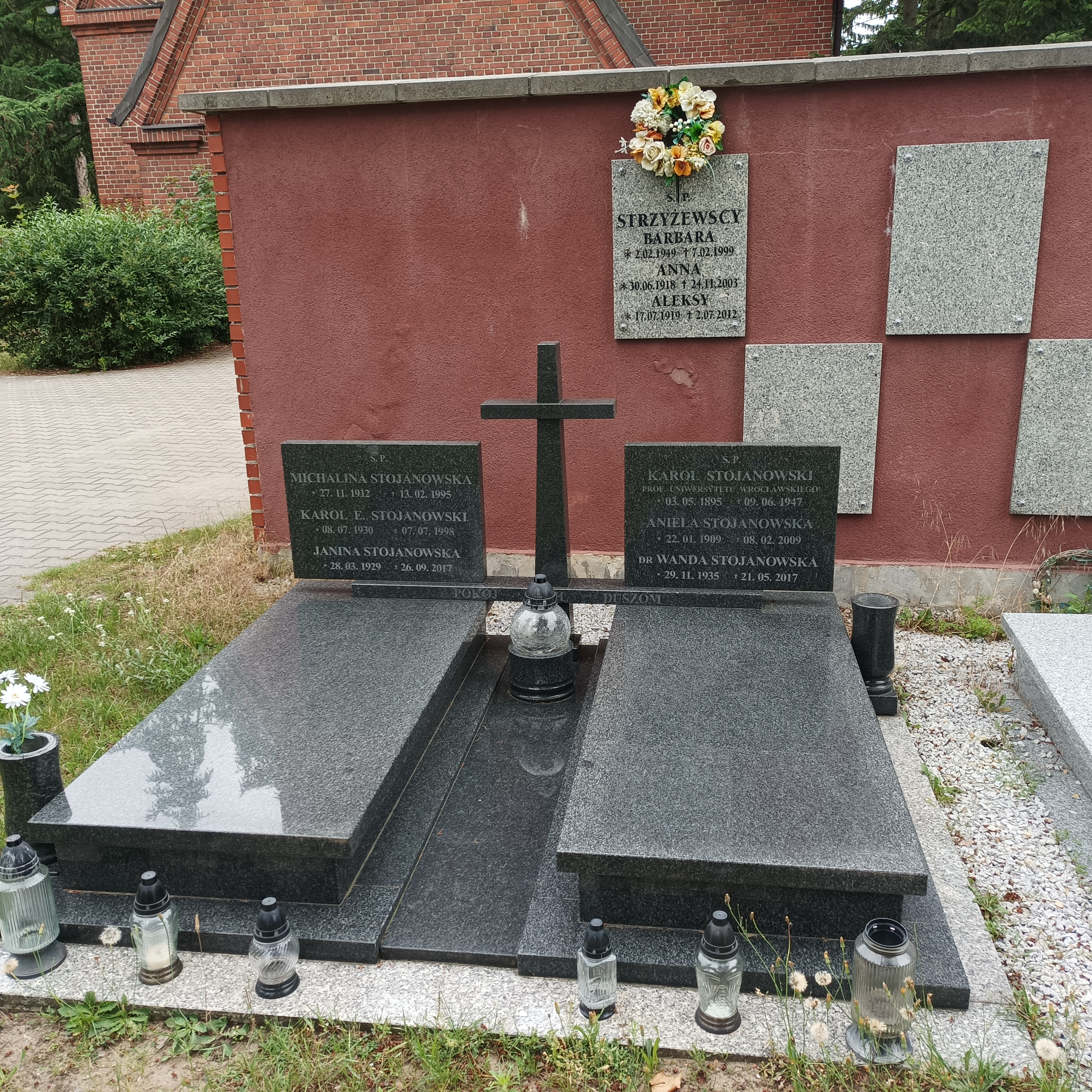
Grób prof. Karola Stojanowskiego na Cmentarzu Świętej Rodziny we Wrocławiu

### Członkostwo w organizacjach naukowych
- od 1946 kierownik Sekcji Antropologicznej Oddziału Instytutu Śląskiego we Wrocławiu
- członek Polskiego Towarzystwa Przyrodników im. M. Kopernika
- członek Polskiego Towarzystwa Antropologicznego
- członek Polskiego Towarzystwa Eugenicznego
- członek Poznańskiego Towarzystwa Przyjaciół Nauk (1928–1947)
- członek Wrocławskiego Towarzystwa Naukowego
- współpracownik Komisji Antropologii i Prehistorii (od 1937 Komisji Antropologicznej) PAU

## Odznaczenia
- Medal Niepodległości (1932)
- Krzyż Niepodległości (1937)

## Publikacje
W liczącym 150 pozycji dorobku na szczególne podkreślenie zasługują prace:
- O reslawizację Wschodnich Niemiec (1946)
- Państwo Zachodnio-Słowiańskie (1942)
- Typy kraniologiczne Polski (1924) – rozprawa doktorska
- Szkice do prehistorycznej antropologii Europy Północnej (1926) – habilitacja
- Typy kraniologiczne Wielkopolski (1934)
- Antropologia prehistoryczna Polski (1948)
- Przyczyna zmian niektórych cech fizycznych u potomstwa migrantów do miast (1947)
- Dobory społeczne ludności miasta Poznania (1930)
- Teorie nordyczne jako parawan imperializmu niemieckiego (1932)
- Rasizm, przeciw słowiańszczyźnie (1934)
- Rasowe podstawy eugeniki (1927)
- Polsko-niemieckie zagadnienia rasy (1939)
- Przyczynki do zróżnicowania rasowego młodzieży polskiej (1929)
- Chłop a państwo narodowe (1937)
- Szkice do prehistorycznej antropologii Europy Północnej (1926)
- Skład rasowy przypuszczalnych Celtów okresu lateńskiego (1937)
- Zarys metodyki prawa harcerskiego (1928)
- Z badań nad antropologią Śląska. Skład rasowy katowickiej młodzieży poborowej (1937)
- Źródła tak zwanej Kroniki Ura Linda (1935)
- Przyszła Polska – państwem narodowym (1940)
- Źródło hitlerowskiej doktryny (1947)